# Václav Sokol
Václav Sokol (* 19. září 1938 Praha) je český výtvarník, grafik a ilustrátor.

## Život
Narodil se v rodině architekta Jana Sokola, jeho bratrem byl filosof Jan Sokol.
V letech 1953–1958 vystudoval střední výtvarnou školu. Kvůli svému třídnímu původu a vyznání nebyl přijat ke studiu na vysoké škole. V šedesátých letech pracoval v Památníku národního písemnictví. Od roku 1971 pracoval v Propagačním oddělení podniku Stavby silnic a železnic. Roku 1977 podepsal Chartu 77. Ženatý, 2 děti.

## Dílo

### Ilustrace
- 1969 Jan Sokol: Poselství Ježíšovo (výběr textů z evangelií)
- 1983 Hryhorij Skovoroda: Rozmluva o moudrosti (pod jménem Miloš Ševčík)
- 1996 Jan Sokol: Čtení z Bible, Praha : Česká biblická společnost, 1996, ISBN 80-85810-10-7
- 2007 Svatopluk Karásek: Tři kázání o Jonášovi, Praha : Kalich, 2007, ISBN 978-80-7017-077-9
- 2015 A. de la Gorce: Chudý, který našel radost. Praha: Triáda 2015
- 2018 J. A. Komenský: Orbis pictus.

### Plastiky
- 1985–1988 Betlém v kostele svatého Klementa, Odolena Voda[1]
- 2009 Betlém v kostele Nejsvětějšího Salvátora v Praze[2]

### Texty
- 2017 Václav Sokol: Výtvarná čítanka, Praha: Triáda, 2017 – výbor textů a recenzí o výtvarném umění

## Výstavy
- 2006 České centrum, Paříž
- 2009 Betlém a Kresby, kostel Nejsvětějšího Salvátora, prosinec 2009 – únor 2010[2]
- 2014 Galerie Středočeského kraje, Kutná Hora
- 2016 Dvanáct kreseb k Evangeliu, Kostel všech svatých, Kutná Hora – Sedlec[3]
- 2017 Kresby na schodech, Knihkupectví U sv. Vojtěcha, Praha, únor – duben[4]
- 2018 Kresby, KD Úvaly